# Euroscaptor parvidens
Euroscaptor parvidens — вид ссавців родини Talpidae. Він зустрічається в Ді Лінь, на півдні В'єтнаму, і Ракхо поблизу кордону В'єтнаму та Китаю, а також на півдні Юньнані, Китай, поблизу в'єтнамського кордону. Цілком ймовірно, що він має ширше поширення, особливо в місцях між відомими на даний момент місця знаходженнями.
Тварини живуть під землею в тунелях. Ці тунелі взаємопов'язані та складні. Тунелі забезпечують притулок, а також спосіб отримати їжу. Харчуються переважно дощовими черв’яками та личинками комах. Оцінка популяції дрібнозубого крота невідома. У 1996 році він був класифікований як перебуває під загрозою зникнення в Червоному списку видів, що перебувають під загрозою МСОП, але зараз вважається, що даних не вистачає.